# 헌팅던피터버러주

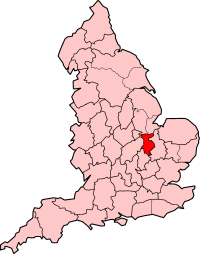
헌팅던피터버러주의 위치

헌팅던피터버러주(Huntingdon and Peterborough)는 과거 잉글랜드에 존재했던 주로 주도는 헌팅던이다. 1965년에 신설되었으며 1974년에 케임브리지셔주에 편입되면서 폐지되었다.